# Queuille (Puy-de-Dôme)
Pour les articles homonymes, voir Queuille.
Queuille est une commune française située dans le département du Puy-de-Dôme, en région Auvergne-Rhône-Alpes.

## Géographie
La commune est située à une trentaine de kilomètres au nord-ouest de Clermont-Ferrand, sur le plateau des Combrailles, en bordure de la vallée de la Sioule.
Quatre communes sont limitrophes :
| Sauret-Besserve | Saint-Gervais-d'Auvergne |        |
|                 | Queuille                 | Vitrac |
|                 | Saint-Georges-de-Mons    |        |

La commune est accessible, depuis Saint-Georges-de-Mons, par la route départementale 90.

### Climat
Pour des articles plus généraux, voir Climat d'Auvergne-Rhône-Alpes et Climat du Puy-de-Dôme.
En 2010, le climat de la commune est de type climat des marges montargnardes, selon une étude du Centre national de la recherche scientifique s'appuyant sur une série de données couvrant la période 1971-2000. En 2020, Météo-France publie une typologie des climats de la France métropolitaine dans laquelle la commune est exposée à un climat de montagne ou de marges de montagne et est dans la région climatique Ouest et nord-ouest du Massif Central, caractérisée par une pluviométrie annuelle de 900 à 1 500 mm, maximale en automne et en hiver.
Pour la période 1971-2000, la température annuelle moyenne est de 10 °C, avec une amplitude thermique annuelle de 15,7 °C. Le cumul annuel moyen de précipitations est de 909 mm, avec 11,9 jours de précipitations en janvier et 7,8 jours en juillet. Pour la période 1991-2020, la température moyenne annuelle observée sur la station météorologique de Météo-France la plus proche, « Saint-Gervais-d'Auvergne », sur la commune de Saint-Gervais-d'Auvergne à 7 km à vol d'oiseau, est de 9,8 °C et le cumul annuel moyen de précipitations est de 825,6 mm,. Pour l'avenir, les paramètres climatiques de la commune estimés pour 2050 selon différents scénarios d'émission de gaz à effet de serre sont consultables sur un site dédié publié par Météo-France en novembre 2022.

## Urbanisme

### Typologie
Au 1er janvier 2024, Queuille est catégorisée commune rurale à habitat dispersé, selon la nouvelle grille communale de densité à sept niveaux définie par l'Insee en 2022.
Elle est située hors unité urbaine et hors attraction des villes,.

### Occupation des sols
L'occupation des sols de la commune, telle qu'elle ressort de la base de données européenne d’occupation biophysique des sols Corine Land Cover (CLC), est marquée par l'importance des forêts et milieux semi-naturels (48,6 % en 2018), en diminution par rapport à 1990 (51,1 %). La répartition détaillée en 2018 est la suivante : forêts (48,6 %), prairies (33,8 %), zones agricoles hétérogènes (13,2 %), eaux continentales (4,4 %). L'évolution de l’occupation des sols de la commune et de ses infrastructures peut être observée sur les différentes représentations cartographiques du territoire : la carte de Cassini (XVIIIe siècle), la carte d'état-major (1820-1866) et les cartes ou photos aériennes de l'IGN pour la période actuelle (1950 à aujourd'hui).

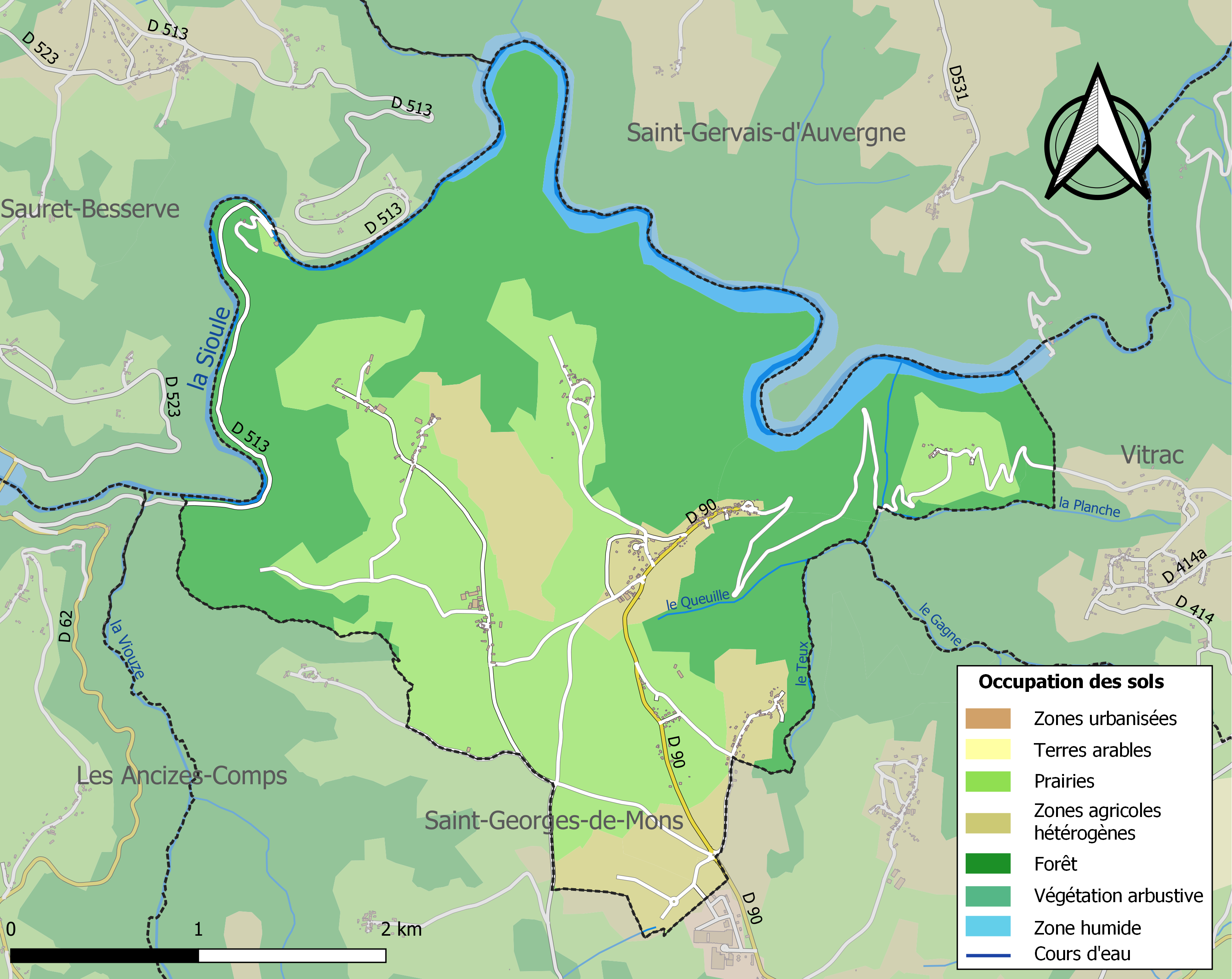
Carte des infrastructures et de l'occupation des sols de la commune en 2018 (CLC).

## Toponymie
Queuille est aussi appelé Cuelha en auvergnat, dialecte occitan.

## Politique et administration

### Découpage territorial
La commune de Queuille est membre de la communauté de communes Combrailles Sioule et Morge, un établissement public de coopération intercommunale (EPCI) à fiscalité propre créé le 1er janvier 2017 dont le siège est à Manzat. Ce dernier est par ailleurs membre d'autres groupements intercommunaux. Elle faisait partie jusqu'en 2016 de la communauté de communes Manzat communauté.
Sur le plan administratif, elle est rattachée à l'arrondissement de Riom, à la circonscription administrative de l'État du Puy-de-Dôme et à la région Auvergne-Rhône-Alpes. Jusqu'en mars 2015, elle faisait partie du canton de Manzat.
Sur le plan électoral, elle dépend du canton de Saint-Georges-de-Mons pour l'élection des conseillers départementaux, depuis le redécoupage cantonal de 2014 entré en vigueur en 2015, et de la deuxième circonscription du Puy-de-Dôme pour les élections législatives, depuis le dernier découpage électoral de 2010 (sixième circonscription avant 2010).

### Élections municipales et communautaires

#### Élections de 2020
Le conseil municipal de Queuille, commune de moins de 1 000 habitants, est élu au scrutin majoritaire plurinominal à deux tours avec candidatures isolées ou groupées et possibilité de panachage. Compte tenu de la population communale, le nombre de sièges à pourvoir lors des élections municipales de 2020 est de 11. Sur les quatorze candidats en lice, onze ont été élus au second tour (il n'y a pas eu de résultats au premier tour), qui se tient le 28 juin 2020 du fait de la pandémie de Covid-19, avec un taux de participation de 63,88 %.

#### Chronologie des maires
| Période                                  | Période                         | Identité         | Étiquette | Qualité |
| ---------------------------------------- | ------------------------------- | ---------------- | --------- | ------- |
| Les données manquantes sont à compléter. |                                 |                  |           |         |
| mars 2001                                | 2009[précision nécessaire]      | Jacques Chambon  |           |         |
| février 2009                             | mars 2014                       | Véronique Barale |           |         |
| mars 2014                                | juillet 2020                    | Yannick Masson   | DVG       |         |
| juillet 2020                             | En cours (au 19 septembre 2021) | Stéphane Canuto  |           | Ouvrier |

## Population et société

### Démographie
L'évolution du nombre d'habitants est connue à travers les recensements de la population effectués dans la commune depuis 1793. Pour les communes de moins de 10 000 habitants, une enquête de recensement portant sur toute la population est réalisée tous les cinq ans, les populations de référence des années intermédiaires étant quant à elles estimées par interpolation ou extrapolation. Pour la commune, le premier recensement exhaustif entrant dans le cadre du nouveau dispositif a été réalisé en 2004.

En 2022, la commune comptait 282 habitants, en évolution de +4,44 % par rapport à 2016 (Puy-de-Dôme : +2,1 %, France hors Mayotte : +2,11 %).
| 1793 | 1800 | 1806 | 1821 | 1831 | 1836 | 1841 | 1846 | 1851 |
| ---- | ---- | ---- | ---- | ---- | ---- | ---- | ---- | ---- |
| 413  | 285  | 575  | 413  | 553  | 567  | 563  | 578  | 570  |

| 1856 | 1861 | 1866 | 1872 | 1876 | 1881 | 1886 | 1891 | 1896 |
| ---- | ---- | ---- | ---- | ---- | ---- | ---- | ---- | ---- |
| 544  | 517  | 453  | 493  | 491  | 488  | 453  | 440  | 444  |

| 1901 | 1906 | 1911 | 1921 | 1926 | 1931 | 1936 | 1946 | 1954 |
| ---- | ---- | ---- | ---- | ---- | ---- | ---- | ---- | ---- |
| 417  | 435  | 386  | 325  | 323  | 305  | 277  | 269  | 235  |

| 1962 | 1968 | 1975 | 1982 | 1990 | 1999 | 2004 | 2006 | 2009 |
| ---- | ---- | ---- | ---- | ---- | ---- | ---- | ---- | ---- |
| 230  | 224  | 229  | 233  | 243  | 255  | 280  | 280  | 268  |

| 2014 | 2019 | 2022 | - | - | - | - | - | - |
| ---- | ---- | ---- | - | - | - | - | - | - |
| 265  | 289  | 282  | - | - | - | - | - | - |

## Culture locale et patrimoine

### Lieux et monuments
- L'église Saint-Jean-Baptiste.

### Patrimoine naturel
Le méandre de Queuille : méandre formé par la Sioule et partiellement ennoyé par la retenue du barrage de Queuille, dont la partie sud est située sur la commune de Queuille, et la partie nord (intérieur du méandre) est située sur la commune de Saint-Gervais-d'Auvergne. L'un des meilleurs points de vue sur ce méandre est situé dans le village de Queuille, où se trouve un point d'observation panoramique, à proximité de l'église.

### Héraldique
| Blason de Queuille | Blason  | Parti : au 1er de sinople au faucon pèlerin d'argent volant en bande, au 2e fascé ondé d'azur et d'argent de huit pièces, au pont isolé en dos d'âne d'une seule arche, d'argent maçonné de sable brochant ; le tout sommé d'un chef bastillé de cinq pièces et deux demies de gueules chargé d'une roue de moulin d'or accostée de deux gerbes de blé du même. |
| Blason de Queuille | Détails | Le statut officiel du blason reste à déterminer. |